# Pieter Langendijk

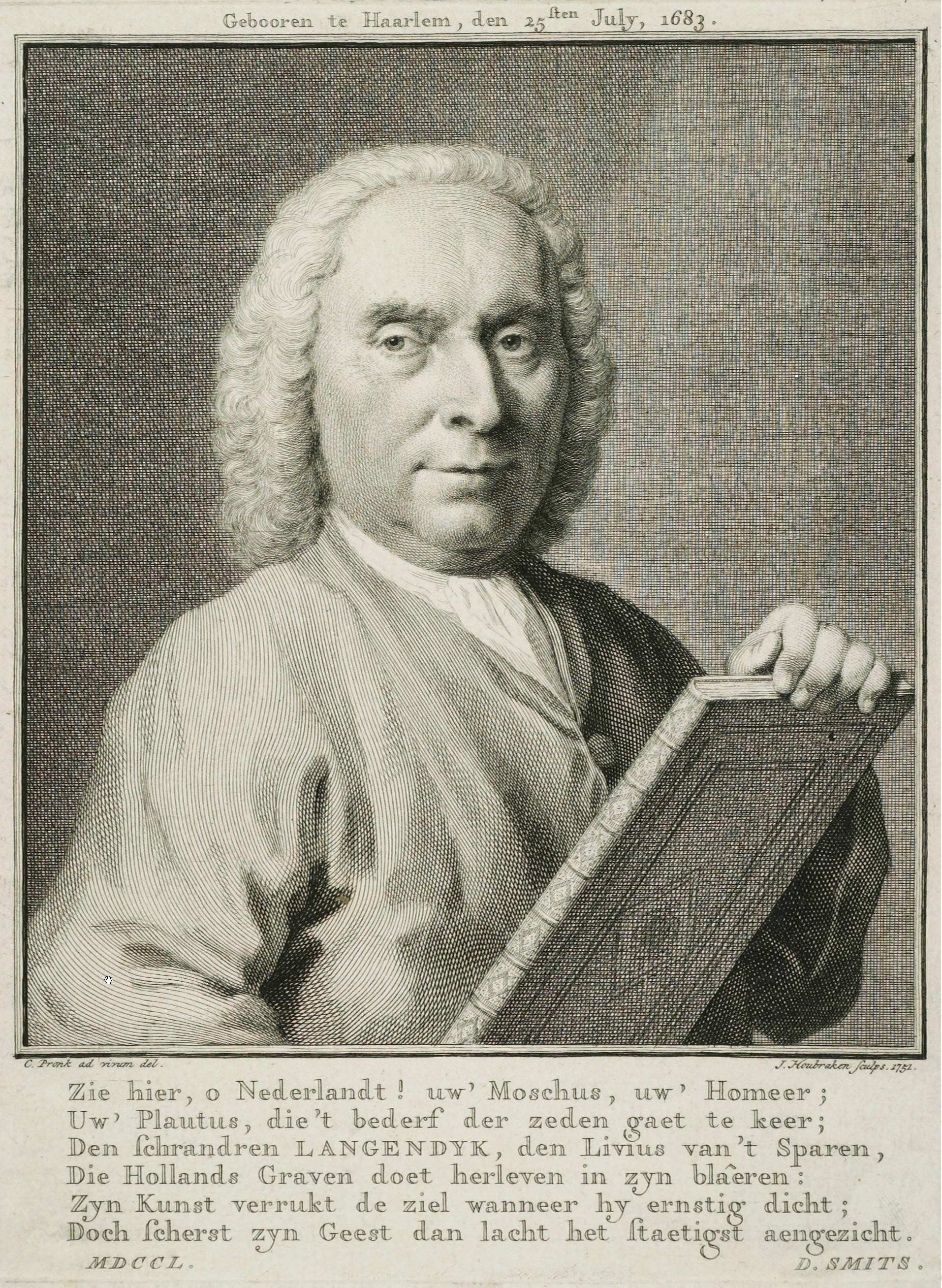
Pieter Langendijk

Pieter Langendijk (* 25. Juli 1683 in Haarlem; † 9. oder 18. Juli 1756 ebenda) war ein niederländischer Dichter.

## Leben
Pieter Langendijk war Sohn des Bauunternehmers Arent Pieterszoon van Langedyck  und der Anneke Luykes Nieuwenhuysen. Nachdem er seinen Vater bereits als Sechsjähriger verloren hatte, wurde er vier Jahre später von seiner Mutter nach Amsterdam geschickt, wo er beim Linguisten William Sewell Latein erlernte. Um 1695 zog er nach Den Haag und war dort als Damastweber und Musterzeichner tätig. Er schloss sich Künstlerkreisen an und begann mit dem Verfassen von Gedichten. 1722 ließ er sich mit seiner Mutter in seiner Vaterstadt nieder, für die er von 1724 bis 1744 jährlich Gedichte schrieb. Im September 1727, kurz nach dem im gleichen Jahr erfolgten Tod seiner Mutter, heiratete er Joannetta Sennepart, die 1739 starb. Aufgrund beträchtlicher Verarmung musste er 1747 zahlreiche Bücher und Gemälde verkaufen. Die Ernennung zum Historiographen Haarlems (1749) sicherte ihm die Existenzgrundlage, seine Stadtgeschichte blieb aber unveröffentlicht. Er starb 1756 in Haarlem im Alter von fast 73 Jahren, nachdem er sich fünf Tage zuvor von Jan Visser, einem Prediger der Mennonitengemeinde, hatte taufen lassen.

## Werke

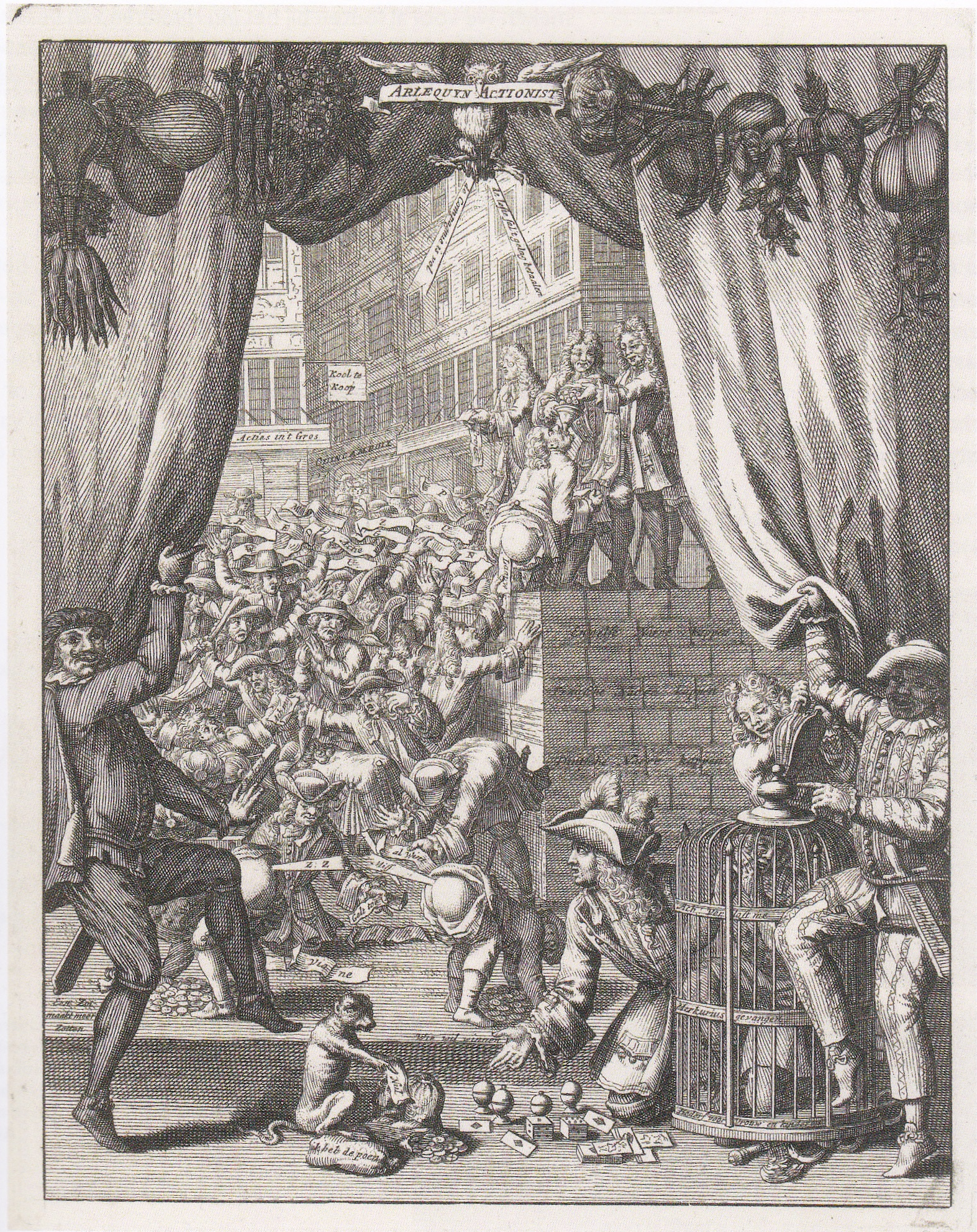
Arlequin Actionist (1720)

Zu den besten literarischen Werken des von französischen Dramatikern, insbesondere Molière, beeinflussten Langendijk gehören seine frühen Komödien, so sein bereits 1699 im Alter von 16 Jahren verfasstes Lustspiel Don Quichot op de bruiloft van Kamacho (= Don Quichote auf der Hochzeit von Kamacho), dessen Stoff er aus dem Roman Don Quijote von Miguel de Cervantes entlehnte. Es wurde später bearbeitet und 1711 aufgeführt. Langendijks Komödien sind meist in leichtem, natürlichem Ton geschrieben und gehörten lange zum Spielplan der Bühnen. Zu seinen weiteren Lustspielen zählen:
- De Zwetser, Amsterdam 1712
- Het wederzijdsch huwelijks bedrog, Amsterdam 1712
- Krelis Louwen of Alexander de Groote op het poëtenmaal, Amsterdam 1715
- De wiskunstenaars of’t Gevlugte juffertje, Amsterdam 1715
- Quincampoix of de windhandelaars, Amsterdam 1720
- Arlequyn Actionist, Amsterdam 1720
- De bedriegerij van Cartouche of de Fransche roovers, Amsterdam 1732
- Xantippe of het booze wijf des filozoofs Sokrates beteugeld, Amsterdam 1756
- De spiegel der vaderlandsche kooplieden, 1760; unvollendet

Ferner schrieb Langendijk eine Travestie des vierten Buchs der Aeneis des Vergil in der Art Scarrons (De Eneas van Vergilius in zijn zondagspak, Amsterdam 1715) sowie die Tragödie Julius Cezar en Kato (Amsterdam 1720).
Der poetischen Richtung der damaligen Zeit folgend, dichtete Langendijk auch viele Hirten-, Fischer- und Feldlieder, schilderte in Reimversen die schöne Umgebung von Kleve (De stad Kleef, haar gezondheidsbron, en omleggende landsdouwen, in kunstprenten verbeeld, Haarlem 1747)  und verfasste eine gereimte Lebensbeschreibung Wilhelms I. von Oranien (Willem de Eerste, Prins van Oranje, Haarlem 1754; 2. Auflage 1762) sowie eine gereimte Geschichte der Grafen von Holland (De Graaven van Holland, in jaardichten beschreven, Haarlem 1745). Als Geschichtsschreiber von Haarlem machte er manche wertvolle Bemerkungen zu Samuel Ampzings Beschrijvinge ende lof der stad Haerlem in Holland: in Rym bearbeyd (1628), die von Gerrit Willem van Oosten de Bruyn in seiner Stad Haarlem en haar geschiedenissen (Haarlem 1765) herausgegeben wurden.
Eine Gesamtausgabe der Werke Langendijks erschien 1760 in neun Bänden zu Haarlem, seine Lustspiele und Gedichte, unter denen sich auch viele Spottgedichte (hekeldichten) befinden, nebst einer kurzen Biographie wurden in einer besonderen Ausgabe in vier Teilen (Haarlem 1721–60) herausgegeben.